# Anaglyptus hirsutus
Anaglyptus hirsutus är en skalbaggsart som beskrevs av J. Linsley Gressitt och Yves Rondon 1970. Anaglyptus hirsutus ingår i släktet Anaglyptus och familjen långhorningar.
Artens utbredningsområde är Laos. Inga underarter finns listade i Catalogue of Life.